# Sankt Knuts Gille i Laholm
Sankt Knuts Gille i Laholm är ett Knutsgille i Laholm som återuppstod 1959.

## Om Sankt Knuts Gille i Laholm
I slutet av 1800-talet fann en bonde en medeltida sigillstamp på en åker söder om staden. Stampen var gjord av koppar med en relief av Knut den helige och en text som i översättning lyder: ”Sigill för den heliga Knuts, Konungens och Martyrens Gille i Laholm.” Förekomsten av denna sigillstamp inspirerade till att väcka liv i gillet.
Kopior har avgjutits och bärs av sekreterare och krönikör vid högtidliga tillfällen. Åldermannens kedja och silverduva är gjorda av hovjuveleraren Olof Svensson i Halmstad. Vid upptagningen i gillet får man dricka vin ur en pampig välkomma (silverpokal) som formgivits av silversmeden Wiwen Nilsson i Lund.
Åldermannens i Laholm ordförandeklubba är tillverkad av ädelsmeden Sigurd Persson. Silverljusstakar pryder gillesbordet som är klätt i danska och svenska färger. ”Den stora Silverduvan” som hissas i taket symboliserar nu såväl som under medeltiden ”fred och endräkt uti salen”. Den var en gåva till gillet av dess förste ålderman Axel Malmquist. I bakgrunden hänger en kopia av borgargardets fana från tidigt 1700-tal. Den har ett ornament av stadsvapnet med de tre laxarna, plymager och granater. Detta borgargarde hade en gång i tiden ansvar för vakthållning och ordning i Laholm.

## Aktiviteter
- Knutsgillet i Laholm arrangerar en festhögtid första lördagen i mars månad. Gillets ålderman håller då bland annat traditionsenlig parentation och ljuständning för de medlemmar som gått bort under året. Trumpetare spelar en specialskriven fanfar när högtiden tar sin början. Musik och föredrag av gilleskrönikören tillhör höjdpunkterna vid denna högtid.
- Gillet delar sedan många år ut ett kulturpris till en yngre förmåga från Laholms kommun. År 2009, när gillet firade sitt 50-årsjubileum, gick priset till den Laholmsfödda operasångerskan Lina Johnsson. År 2012 gick stipendiet till 14-årige Adam Sass för hans trumpetspel. Efter högtiden i teatersalongen samlas man till festmåltid i Gröna Hästens restaurang. Efteråt bjuds till dans till levande musik. Dansen inleds alltid med en polonaise.
- Sedan flera år anordnar gillet offentliga föreläsningar och andra publika aktiviteter som mannekänguppvisningar, specialvisning på Hallands Auktionsverk i Halmstad, "Ladies Evening" 2009-2011, föredrag om naturligt producerad mat, om surdegsbak, m.m.